# 第62回朝日新聞社杯競輪祭
第62回朝日新聞社杯競輪祭は、2020年11月18日から23日まで、小倉競輪場で行われた競輪のGI競走である。優勝賞金3.450万円（副賞含む）。

## KEIRINグランプリ2020への道のり
当大会は、当年12月30日に平塚競輪場で行われる、KEIRINグランプリ2020の出場権をかけた最後の一戦となる。当大会開幕直前までに、同レースへの優先出場権を得た選手は以下の3名。
| 清水裕友 | 第34回読売新聞社杯全日本選抜競輪 優勝                                     | （賞金3位） |
| 脇本雄太 | 第70回高松宮記念杯競輪・第29回寬仁親王牌・世界選手権記念トーナメント 優勝 | （賞金2位） |
| 松浦悠士 | 第63回オールスター競輪 優勝                                               | （賞金1位） |

なお、5日目の準決勝終了時点で、今大会では清水は二次予選敗退、脇本は初日一次予選１で落車棄権、松浦は準決勝で失格となり、決勝には本年のGIタイトルホルダーが一人もいないという状況となった。
開催前の時点で、グランプリ出場権を賭けて残りの6名については、賞金順では、4位の平原康多、5位の郡司浩平は決勝戦メンバーでは誰が優勝しても逆転されることがなく確定。6位の佐藤慎太郎、7位の和田健太郎は完走で確定となる。ただ、8位の守澤太志、9位の山田英明は決勝の結果次第となる。決勝戦メンバーでは、10位新田祐大と11位古性優作は2着以上なら逆転で確定となり、14位諸橋愛と17位稲川翔も2着以上で可能性が出る。GI決勝戦に初めて乗った松井宏佑と鈴木庸之は優勝のみ出場権を獲得できる。
決勝戦の結果を受けて、KEIRINグランプリ2020の出場権を獲得した正選手9名は、清水裕友（山口）、脇本雄太（福井）、松浦悠士（広島）、郡司浩平（神奈川）、平原康多（埼玉）、佐藤慎太郎（福島）、和田健太郎（千葉）、新田祐大（福島）、守澤太志（秋田）に決まった。なお、補欠は山田英明（佐賀）。

## レースプログラム
6日間で各5走。
1次予選では各2走して、着順に応じたポイント（数値設定は前回大会と同じ）の合計上位選手が、4日目の2次予選に進出（1-9位はダイヤモンドレースへ）。
|     | 1着 | 2着 | 3着 | 4着 | 5着 | 6着 | 7着 | 8着 | 9着 | 棄権 |
| --- | --- | --- | --- | --- | --- | --- | --- | --- | --- | ---- |
| 1走 | 10  | 9   | 8   | 7   | 6   | 5   | 4   | 3   | 2   | 1    |
| 2走 | 13  | 11  | 9   | 7   | 6   | 5   | 4   | 3   | 2   | 1    |

結果的に進出ボーダーラインは、2次予選Aが14ポイント、2次予選Bが12ポイントとなった。
大会前半3日間の9-12Rには、AとBの2グループに分かれたガールズケイリン（ガールズグランプリ2020トライアルレース）が組み込まれ、ガールズグランプリ2020の出場者7名が決定する。
昨年とは異なり、4・5日目は最終12Rが勝ち上がり戦になるように変更されている。
|     | 18（水）    | 19（木）    | 20（金）   | 21（土）  | 22（日） | 23（月祝） |
| --- | ----------- | ----------- | ---------- | --------- | -------- | ---------- |
| 1R  | 1次予選 1   | 1次予選 1   | 1次予選 2  | 選抜      | 一般     | 一般       |
| 2R  | 1次予選 1   | 1次予選 1   | 1次予選 2  | 選抜      | 一般     | 一般       |
| 3R  | 1次予選 1   | 1次予選 1   | 1次予選 2  | 選抜      | 一般     | 一般       |
| 4R  | 1次予選 1   | 1次予選 1   | 1次予選 2  | 選抜      | 選抜     | 選抜       |
| 5R  | 1次予選 1   | 1次予選 2   | 1次予選 2  | 選抜      | 選抜     | 選抜       |
| 6R  | 1次予選 1   | 1次予選 2   | 1次予選 2  | 2次予選 B | 選抜     | 選抜       |
| 7R  | 1次予選 1   | 1次予選 2   | 1次予選 2  | 2次予選 B | 特選     | 特選       |
| 8R  | 1次予選 1   | 1次予選 2   | 1次予選 2  | 2次予選 B | 特選     | 特選       |
| 9R  | L予選1（B） | L予選2（B） | L選抜      | 2次予選 A | 特選     | 特選       |
| 10R | L予選1（B） | L予選2（B） | L選抜      | 2次予選 A | 準決勝   | 特秀       |
| 11R | L予選1（A） | L予選2（A） | L決勝（B） | 2次予選 A | 準決勝   | 特秀       |
| 12R | L予選1（A） | L予選2（A） | L決勝（A） | DMR       | 準決勝   | 0決勝0     |

## 決勝戦

### 競走成績
- 11月23日（月祝）第12レース[11]
- 誘導員…小川勇介（福岡）[12]

| 着 | 車番 | 選手       | 登録地 | 級 班 | 着差    | 決まり手 | 上がり (秒) | H/B | 特記                   |
| -- | ---- | ---------- | ------ | ----- | ------- | -------- | ----------- | --- | ---------------------- |
| 1  | 9    | 郡司浩平   | 神奈川 | SS    |         | 捲り     | 11.5        | B   | 走注（斜行）（内圏線） |
| 2  | 3    | 平原康多   | 埼玉   | SS    | 1/2車輪 | 捲り     | 11.2        |     |                        |
| 3  | 8    | 稲川翔     | 大阪   | S1    | 2車身   |          | 11.5        |     |                        |
| 4  | 5    | 諸橋愛     | 新潟   | S1    | 1/4車輪 |          | 11.4        |     | 走注（押圧）           |
| 5  | 1    | 新田祐大   | 福島   | SS    | 3/4車身 |          | 11.4        | S   |                        |
| 6  | 2    | 古性優作   | 大阪   | S1    | 1/4車輪 |          | 11.7        |     | 走注（押上げ）         |
| 7  | 7    | 和田健太郎 | 千葉   | S1    | 1車身   |          | 11.5        |     |                        |
| 8  | 6    | 鈴木庸之   | 新潟   | S2    | 7車身   |          | 12.5        |     | 走注（押圧）×2         |
| 9  | 4    | 松井宏佑   | 神奈川 | S1    | 9車身   |          | 13.3        | JH  |                        |

### 配当金額
- 上段：複式、下段：単式

| 2枠連    | 2枠連       | 2車連       | 2車連       | 3連勝        | 3連勝         | ワイド          | ワイド                               |
| 49,120票 | 49,120票    | 142,327票   | 142,327票   | 754,480票    | 754,480票     | 83,410票        | 83,410票                             |
|          |             |             |             |              |               |                 |                                      |
| 3=6      | 1,270円 (7) | 3=9         | 1,510円 (7) | 3=8=9        | 10,340円 (29) | 3=9 8=9 3=8     | 470円0 (6) 1,080円 (12) 2,120円 (22) |
| 6-3      | 1,930円 (9) | 9-3         | 2,200円 (8) | 9-3-8        | 26,820円 (79) | 3=9 8=9 3=8     | 470円0 (6) 1,080円 (12) 2,120円 (22) |
|          |             |             |             |              |               |                 |                                      |
| 83,443票 | 83,443票    | 1,291,878票 | 1,291,878票 | 10,733,637票 | 10,733,637票  | 計 13,138,295票 | 計 13,138,295票                      |

## 特記事項
- 前年同様、競輪祭期間中の昼間には「KEIRINフェスティバル」を実施。前半3日間（11月18日〜20日）は西武園競輪場と福井競輪場で、後半3日間（11月21日〜23日）は松山競輪場と前橋競輪場で、それぞれ開催。本年はオール7車立てとして行われた以外は、前年と同様にFI開催として行われた。

- 今開催はCOVID-19流行と感染拡大を防止する観点から、入場は福岡県・大分県・佐賀県・熊本県・山口県在住者限定にした上、事前に抽選を行われた上で各日2,500名[注 1]と制限した上での開催となった（新型コロナウイルスに伴う影響）。

- 決勝戦の地上波中継は、テレビ東京《TXN系列 全6局ネット》が20：00 - 20：50に、『なんでアナタは競輪場へ？第62回朝日新聞社杯 競輪祭（GI）決勝戦』として放送（BSテレ東でも、同時刻で放送）[17][18][19]。メイン司会は平子祐希（アルコ&ピース）、ほか土田晃之、野呂佳代、福田典子（テレビ東京アナウンサー）がテレビ東京のスタジオから出演、レース実況は板垣龍佑（テレビ東京アナウンサー）、解説は中野浩一がそれぞれ担当。前半は競輪場に足を運ぶ競輪ファンにインタビューと密着取材を行い[注 2]、終盤にて選手入場の場面から決勝戦の生中継を行った[21]（放送時間の関係で、優勝した郡司浩平のインタビューは無かった）。

- 本場では入場者数を制限した中での開催であったが、シリーズ六日間の総売上額は114億9406万4300円となり、目標の110億円を上回った[22][23]。前年度（第61回）比で129.7%と大幅プラスとなり、また6日間かつナイター開催へと移行した初年度の第60回で記録した106億円も上回った。なお、競輪祭の売り上げが114億円を超えたのは、2009年1月の第50回大会以来11年ぶりだった。

### 競走データ
- 今回、GI決勝戦初進出は、松井宏佑[7]と鈴木庸之[8]。
- 昨年大会の決勝にも出場していたのは、和田健太郎と、今回で8年連続ファイナリストとなった平原康多と、4年連続の諸橋愛。